# Lobobunaea phaedusa
Lobobunaea phaedusa är en fjärilsart som beskrevs av Dru Drury 1780. Lobobunaea phaedusa ingår i släktet Lobobunaea och familjen påfågelsspinnare. Inga underarter finns listade i Catalogue of Life.